# Steven Soderbergh
Pour l’article ayant un titre homophone, voir Söderberg.
 (août 2017).
Si vous disposez d'ouvrages ou d'articles de référence ou si vous connaissez des sites web de qualité traitant du thème abordé ici, merci de compléter l'article en donnant les références utiles à sa vérifiabilité et en les liant à la section « Notes et références ».
Steven Soderbergh (/ˈstivən ˈsoʊdəɹbɜɹɡ/) est un réalisateur, scénariste et producteur de cinéma américain, né le 14 janvier 1963 à Atlanta (Géorgie).
En 1989, il devient le deuxième plus jeune réalisateur, après Louis Malle, à recevoir la Palme d'or, pour Sexe, Mensonges et Vidéo. Soderbergh est un réalisateur prolifique et éclectique par le choix des sujets qu'il aborde dans ses films. Comme il est monteur de formation, un certain nombre de ses films ont une structure narrative non linéaire. L'alternance de films commerciaux et de projets plus personnels semble caractériser sa trajectoire filmographique.
Il obtient l’Oscar du meilleur réalisateur pour son film Traffic en 2000.
Steven Soderbergh est le fondateur de la maison de production Section Eight. Parmi ses acteurs fétiches, il a tourné six films avec l'acteur George Clooney et neuf avec Matt Damon (tous deux présents dans la série Ocean's).
Il utilise souvent les pseudonymes de Mary Ann Bernard (le nom de naissance de sa mère) et Peter Andrews (son père s'appelait Peter Andrews Soderbergh) pour faire respectivement le montage ou la photographie de ses propres films.

## Biographie

### Jeunesse
Il a suivi ses parents d'Atlanta à Bâton-Rouge en Louisiane. Très jeune, il se fait la main avec des films au format Super 8 avec le matériel prêté aux étudiants de la LSU (Louisiana State University), école dont son père est doyen. Il reçoit une formation de monteur, mais continue alors à s'investir dans des projets de courts métrages et des documentaires. À l'âge de dix-sept ans il part à Los Angeles où il exerce des métiers alimentaires et travaille comme monteur vidéo. Il revient à Bâton-Rouge et réalise un court-métrage documentaire, Rapid Eye Movement qui relate, en noir et blanc, la déception venue de son expérience californienne. En 1986, il réalise un rock-documentaire sur le groupe Yes, 9012 Live, qui lui ouvre quelques portes après qu'il a reçu une nomination aux Grammy Awards.

### Carrière
L'œuvre de Steven Soderbergh est importante, tant du point de vue de sa production (réalisant un voire deux films par an), de l'éclectisme des sujets qu'il visite (biopic, film policier, thriller, science-fiction...), de la profondeur de certains des thèmes qu'il aborde (l'amour et l'altérité dans Solaris) que de leurs qualités intrinsèques (en plus d'avoir d'obtenu la Palme d'or au Festival de Cannes de 1989, Sexe, Mensonges et Vidéo a été inscrit au National Film Registry de la bibliothèque du Congrès américain pour son caractère « culturellement, historiquement ou esthétiquement important »).

#### Débuts dans le cinéma indépendant (1989-1999)
Le premier film de Steven Soderbergh, Sexe, Mensonges et Vidéo, qu'il a lui-même écrit (en 8 jours) et mis en scène, se voit décerner la Palme d'or au Festival de Cannes 1989 et rencontre un grand succès. Il reste, en 2020, le plus jeune réalisateur, après Louis Malle, à avoir obtenu cette récompense. Avec Quentin Tarantino, il a été le fer de lance de la reconnaissance du cinéma indépendant dans les années 1990, illustré notamment au Festival du film de Sundance.
Face à la pression de cette reconnaissance mondiale, il choisit de tourner des films indépendants, dans des genres variés : le thriller avec Kafka, le drame avec King of the Hill en 1993, le policier avec À fleur de peau, et de véritables exercices de style avec Schizopolis et Gray's Anatomy, dont le style expérimental ne favorise pas un succès commercial.
Il collabore pour la première fois avec de grands studios avec le thriller Hors d'atteinte en 1998, qui connaît un beau succès critique et commercial, avec un George Clooney qui tente de percer sur grand écran et la jeune pop-star Jennifer Lopez. L'année suivante, il réalise le thriller L'Anglais (The Limey), qui est un échec au box-office, mais confirme un soutien critique.

#### Consécration (2000)
En 2000, il réalise deux énormes succès : d'abord Erin Brockovich, seule contre tous, où Julia Roberts tient le rôle d'un personnage existant réellement : Erin Brockovich, une humble secrétaire qui mit au jour les actes de pollution d'eau d'une grande société de distribution énergétique en Californie, la Pacific Gas and Electric Company (PG&E). Ce biopic est récompensé par plusieurs nominations à des prix prestigieux, notamment aux Oscars du meilleur film et du réalisateur.
Mais c'est pour son dixième long-métrage, le film choral et kaléidoscopique sur le narco-trafic américain Traffic, sorti la même année, et nommé dans les mêmes catégories, qu'il décroche l'Oscar du meilleur réalisateur.
Deux de ses acteurs se voient par ailleurs couronnés d'un Oscar pour leur prestation cette année-là : Julia Roberts, sacrée meilleure actrice et Benicio del Toro, récompensé comme meilleur second rôle.
À partir de là, le réalisateur devient une valeur sûre et obtient des distributions prestigieuses qui viendront toujours soutenir aussi bien des films grand public que d'autres plus difficiles.
La même année, il fonde avec son ami et collaborateur George Clooney, la société de production Section Eight, avec l'ambition de monter des projets qui leur tiennent à cœur à tous deux, souvent politiques, tout en les protégeant du parcours normal d'un film dans un grand studio.

#### L'ère «Section Eight» (2001-2007)

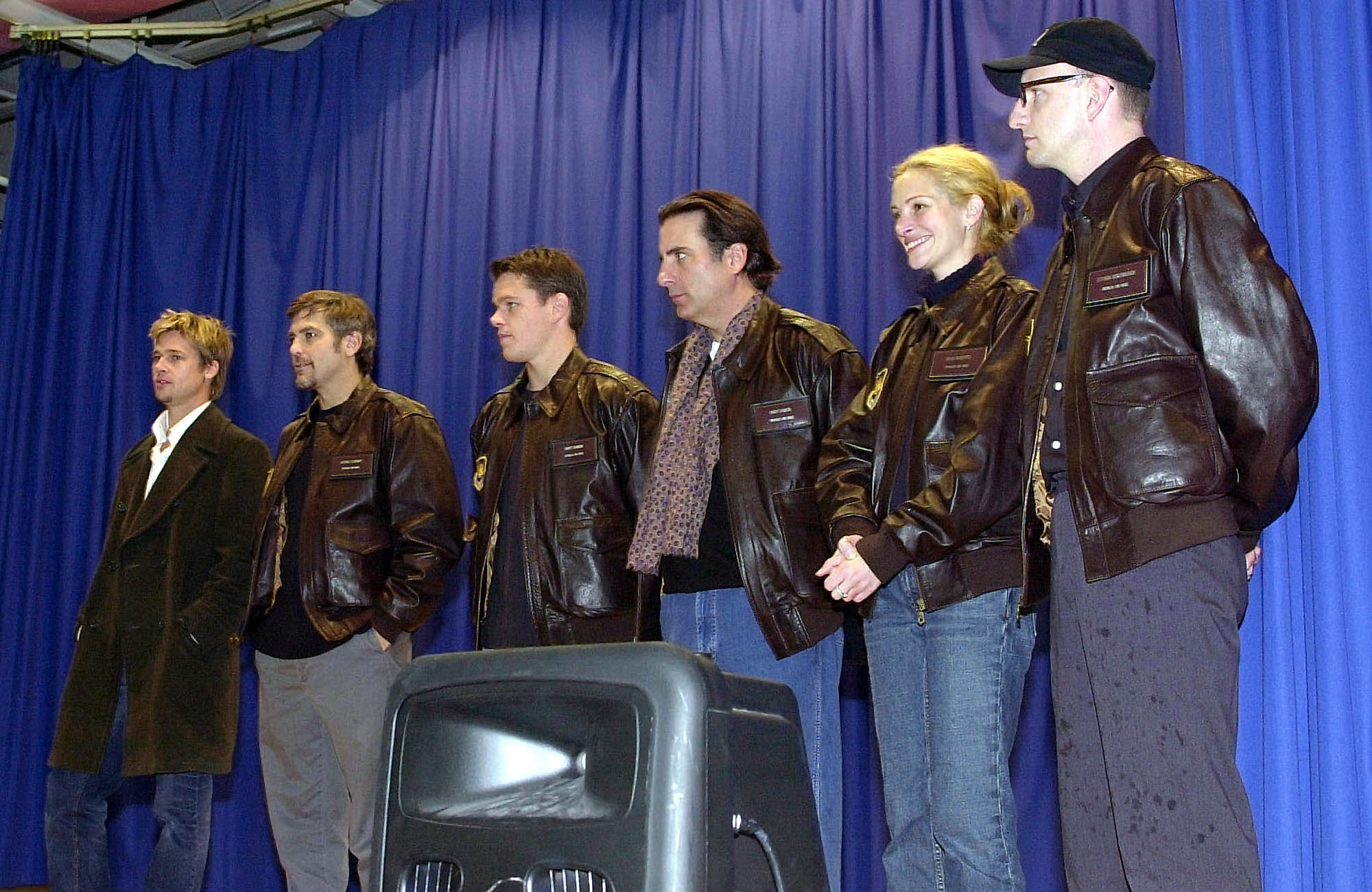
En décembre 2001, entouré d'une partie de la distribution de Ocean's Eleven, à la base aérienne américaine d'Incirlik, en Turquie.

Le premier film qui sort de cette collaboration est Ocean's Eleven, remake de L'Inconnu de Las Vegas de Lewis Milestone.
Suivront des productions réalisées par d'autres (Bienvenue à Collinwood, Loin du paradis, The Jacket), et notamment les deux premières réalisations de George Clooney : Confessions d'un homme dangereux et Good Night and Good Luck.
En 2002, il tourne deux films plus risqués, mais avec des stars en tête d'affiche : Full Frontal, (entièrement tourné à la caméra numérique DV et principalement en caméra à l'épaule), avec notamment Julia Roberts, puis Solaris (remake du film adapté en 1972 d'Andreï Tarkovski), avec George Clooney. Les films ne rencontrent pas de véritables succès commerciaux, en raison de leur parti-pris esthétisant et réflexif.
En 2004, il revient vers le cinéma commercial avec Ocean's Twelve, dont la déjà large distribution s'enrichit encore avec Catherine Zeta-Jones et Bruce Willis. Le film convainc moyennement la critique, mais fonctionne très bien au box-office.
Mais toujours innovant, il sort l'année suivante un film à « tout petit » budget (1,6 million d'euros). Tourné en haute-définition, Bubble est le premier film à sortir en même temps dans les salles américaines, en DVD et en vidéo à la demande.
En 2006, il retrouve le studio Warner pour The Good German, un film d’espionnage en noir et blanc avec George Clooney, Cate Blanchett et Tobey Maguire ayant pour cadre le Berlin de l'immédiat après-guerre. Le film se voulant un hommage aux films noirs est un échec au box-office.
L'année suivante, il enchaîne néanmoins avec un succès commercial, en concluant sa trilogie de Danny Ocean avec Ocean's Thirteen.
Section Eight ferme ses portes mars 2007. Les deux hommes ont avoué que la charge de travail devenait trop grande. Steven Soderbergh a indiqué qu'il préférait désormais se consacrer uniquement à la réalisation.

#### Derniers films avant une retraite annoncée (2008-2013)

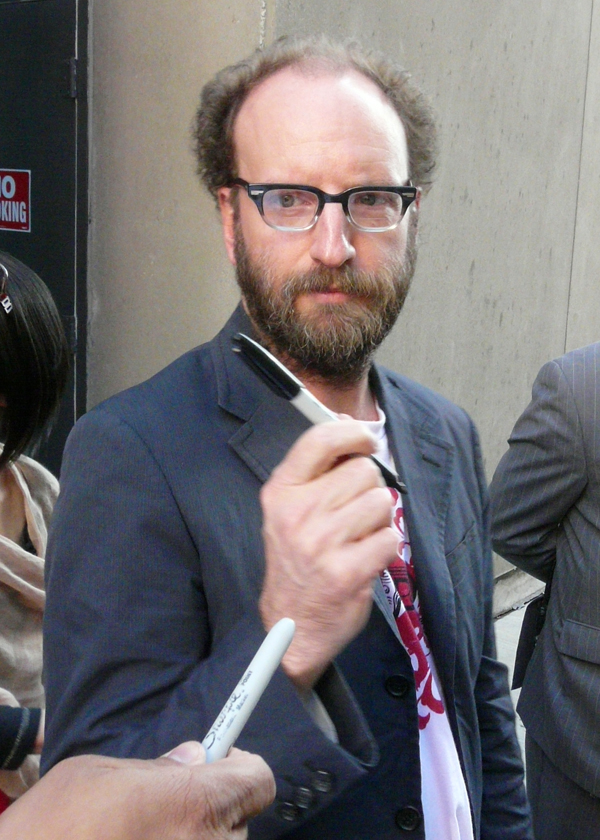
Steven Soderbergh à la conférence de presse de Che, en septembre 2008.

En mai 2008, il présente en compétition à Cannes son « biopic » sur Che Guevara, interprété par Benicio del Toro. À l'origine, Che est prévu pour sortir en deux fois dans les salles (Che, 1re partie : L'Argentin puis Che, 2e partie : Guerilla). Mais au Festival de Cannes, il est présenté en une fois, soit 4 heures. Benicio del Toro reçoit d'ailleurs pour son rôle le Prix d'interprétation masculine.

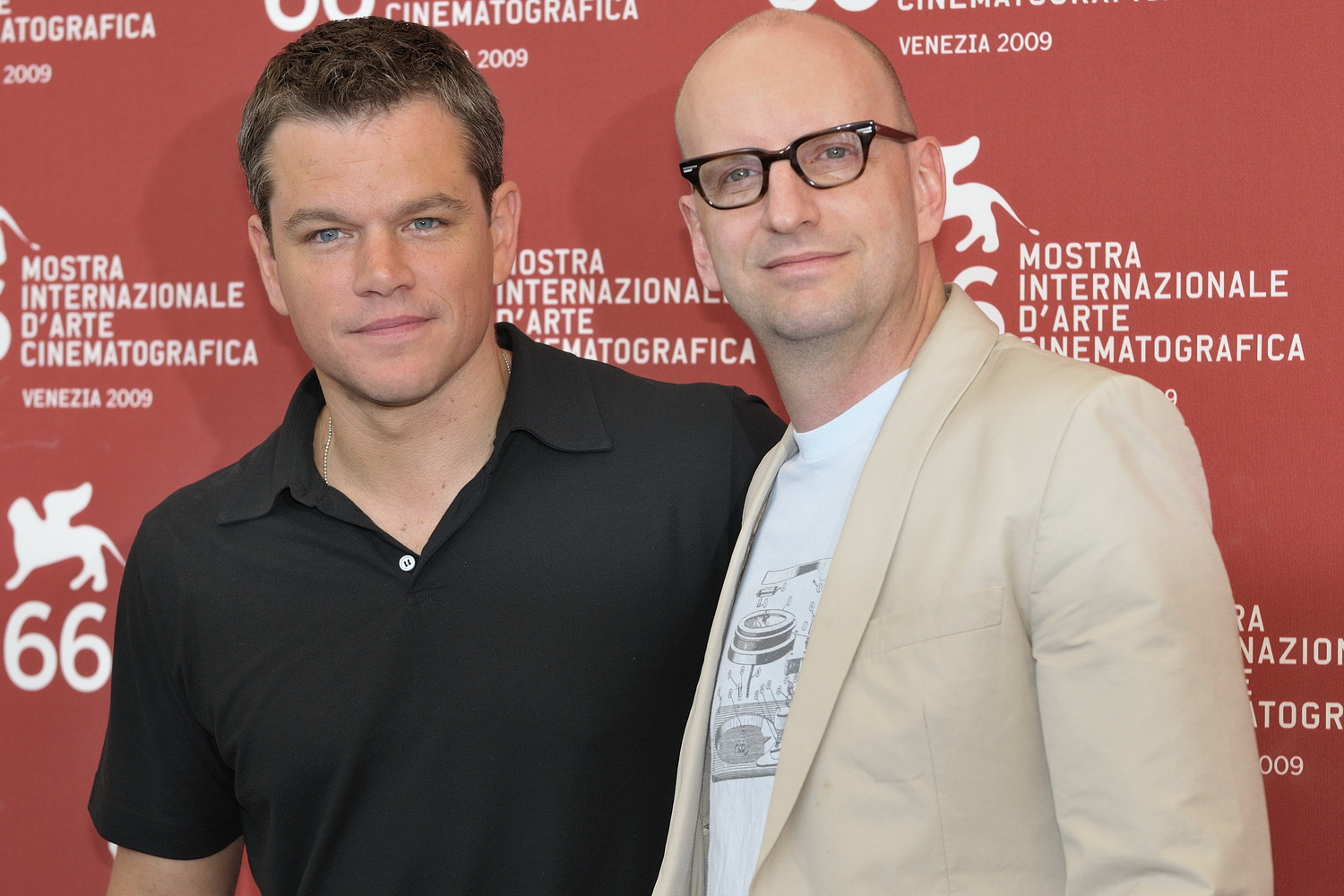
A la 66e Mostra de Venise, en septembre 2009, pour le photocall de The Informant!, avec Matt Damon.

En 2009, il réalise deux films. Tout d'abord The Informant!, adaptation du roman du même nom de Kurt Eichenwald, que Steven Soderbergh souhaitait réaliser depuis la fin du tournage d'Ocean's Eleven. Cette comédie d'espionnage est portée par Matt Damon qui incarne Mark Whitacre, l'informateur du FBI ayant contribué à la révélation d'un scandale financier autour de la grande société d'agro-alimentaire américaine, Archer Daniels Midland. Le film, créditant symboliquement, et une dernière fois, Section Eight comme société de production, fonctionne bien au box-office.
Il réalise ensuite le drame indépendant Girlfriend Experience, son vingtième long-métrage, qui a pour tête d'affiche l'actrice de films pornographiques Sasha Grey.
Après le documentaire And Everything Is Going Fine, en 2010, il revient au cinéma en 2011 avec Contagion. Dans ce thriller d'anticipation, racontant la propagation à l'échelle mondiale d'un virus, il réunit une distribution comprenant Matt Damon, Kate Winslet, Marion Cotillard, Gwyneth Paltrow, Jude Law et Laurence Fishburne. Le film est un énorme succès critique et commercial.
Il enchaîne en 2012 avec le film d'action et d'espionnage Piégée, où il entoure l'ex-championne de MMA Gina Carano d'une distribution expérimentée. Il séduit de nouveau la presse et le public.
Quelques mois après sort Magic Mike, un film à très moyen budget, dans le milieu du strip-tease masculin inspiré par l'expérience personnelle de Channing Tatum, qui a non seulement le large soutien de la critique, mais rencontre aussi un succès commercial inattendu, confirmant le statut de star de l'acteur principal. Une suite est annoncée pour 2015, mais Steven Soderbergh se contente cette fois de produire et d'officier au montage.
La même année, il officie comme réalisateur de la seconde équipe sur le blockbuster d'action Hunger Games.
En 2013, il propose son vingt-cinquième et dernier film de cinéma, un thriller psychologique sur la psychopharmacologie intitulé Effets secondaires, pour lequel il retrouve Catherine Zeta-Jones, Jude Law, et Channing Tatum, qui entourent la nouvelle-venue Rooney Mara.

#### Passage à la télévision (2013-...)

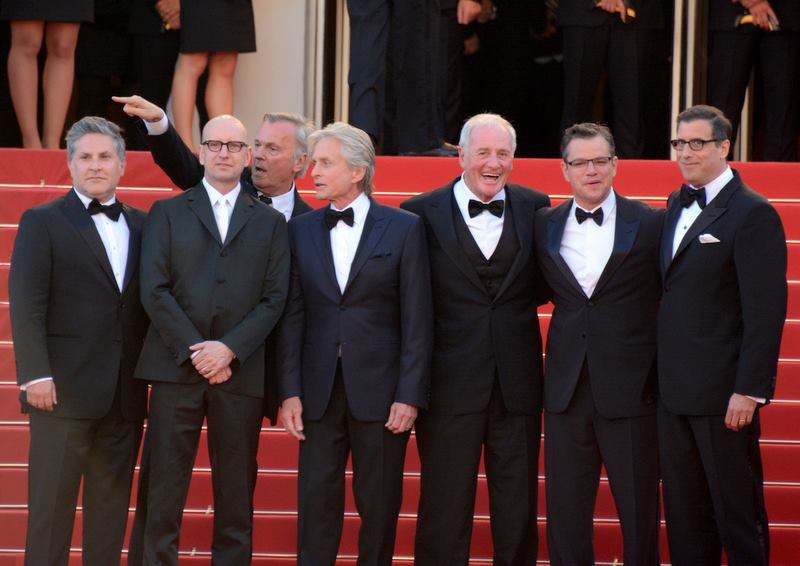
Entouré de l'équipe de Ma vie avec Liberace, au Festival de Cannes en 2013.

Ne parvenant pas à développer pour le cinéma le projet d'un biopic de la vie du pianiste de music-hall Liberace, il se tourne vers la chaîne câblée HBO pour produire Ma vie avec Liberace, avec Michael Douglas dans le rôle-titre et Matt Damon dans celui de son compagnon. Les prestations des deux comédiens sont largement acclamées par la critique, pour ce qui reste le seul et unique téléfilm de l'histoire du Festival de Cannes à être présenté en compétition officielle, en l’occurrence en 2013. Il s'agit officiellement de son vingt-sixième long-métrage.
Affirmant qu'il ne réalisera plus aucun long métrage, il produit et met ensuite en scène les épisodes de la série télévisée de The Knick, diffusée sur Cinemax dès août 2014. Clive Owen y incarne un chirurgien de l'hôpital Knickerbocker (en) de New York, au début du XXe siècle.
Il produit aussi The Girlfriend Experience, une série adaptée de son film du même nom, programmée pour la chaîne câblée Starz en 2015, avec cette fois Riley Keough dans le rôle-titre.

#### Retour au cinéma et collaborations avec Netflix et HBO Max (2016-)
Alors qu'il avait annoncé qu'il ne réaliserait plus aucun long métrage, il revient finalement au cinéma avec la comédie Logan Lucky, dans laquelle il retrouve Channing Tatum pour la quatrième fois après Piégée, Magic Mike et Effets secondaires. Le film sort en 2017.
Il enchaine rapidement avec Paranoïa, film tourné en 10 jours avec un iPhone, sorti en 2018.
Puis il tourne High Flying Bird, film sur le milieu de la NBA, et The Laundromat : L'Affaire des Panama Papers, film inspiré de l'affaire des Panama Papers. Les deux films sortent en 2019 sur Netflix.
Il collabore ensuite avec un autre service de vidéo à la demande avec La Grande Traversée (Let Them All Talk), sorti fin 2020 sur HBO Max. Il y dirige à nouveau Meryl Streep après The Laundromat : L'Affaire des Panama Papers.
En avril 2021, il participe à la mise en scène de la 93e cérémonie des Oscars. Son film suivant, No Sudden Move, sortira également sur la plateforme HBO Max, en juillet 2021. Aux côtés de Benicio del Toro, David Harbour, Jon Hamm ou encore Ray Liotta, il dirige pour la sixième fois Don Cheadle et pour la neuvième fois Matt Damon,.
Il poursuit sa collaboration avec HBO Max avec le film KIMI. Il s'agit d'un thriller se déroulant sur la pandémie de Covid-19, avec Zoë Kravitz dans le rôle principal. Il réalise ensuite Magic Mike : Dernière danse (2023), troisième volet de la franchise avec Channing Tatum. Initialement prévu sur HBO Max, le film sort finalement dans les salles de certains pays début 2023. Il est cependant diffusé en vidéo à la demande en France. Steven Soderbergh réalise par ailleurs la série Full Circle dont les six épisodes sont diffusés à l'été 2023.
Il tourne ensuite le thriller Presence, écrit par David Koepp (déjà à l'œuvre sur KIMI), présenté en avant-première au festival du film de Sundance 2024. Il retrouve également ce dernier sur son prochain film, un film d'espionnage intitulé The Insider avec Cate Blanchett, qu'il avait dirigé dans The Good German, et Michael Fassbender, qu'il retrouve après l'avoir dirigé dans Piégée. Il sortira début 2025.

## Vie privée
Steven Soderbergh est marié à Jules Asner, à qui il attribue souvent l'influence de ses personnages féminins. Il a une fille avec sa première femme, l'actrice Betsy Brantley. Soderbergh vit à New York. Sa série Web Command Z de 2023 a été filmée dans sa propre maison.

## Collaborateurs réguliers

### Acteurs
- Casey Affleck incarne Virgil Malloy dans les trois Ocean's
- Scott Bakula tient un rôle dans le film The Informant! et dans le téléfilm Ma vie avec Liberace.
- Antonio Banderas tient un rôle dans Piégée et The Laundromat : L'Affaire des Panama Papers
- Cate Blanchett apparaît dans The Good German et The Insider
- Scott Caan incarne Turk Malloy dans les trois Ocean's.
- Vincent Cassel interprète le voleur François Toulour dans Ocean's Twelve et Ocean's Thirteen
- Don Cheadle est présent dans Hors d'atteinte, Traffic, la trilogie Ocean's ainsi que No Sudden Move.
- Erika Christensen est présente dans Traffic et KIMI
- George Clooney a joué dans Hors d'atteinte, Ocean's Eleven, Solaris, Ocean's Twelve, The Good German et Ocean's Thirteen. Ils ont également fondé la société de production Section Eight.
- Benicio del Toro est présent dans Traffic, le dytique Che (dans lequel il incarne Ernesto « Che » Guevara) et No Sudden Move.
- Matt Damon est présent dans Ocean's Eleven et des deux suites, Che, 2e partie : Guerilla, The Informant!, Contagion, le téléfilm Ma vie avec Liberace, Paranoïa ainsi que No Sudden Move.
- Michael Douglas joue dans Traffic, Piégée et le téléfilm Ma vie avec Liberace où il incarne Liberace.
- Bill Duke joue dans L'Anglais, High Flying Bird et No Sudden Move
- Michael Fassbender apparaît dans Piégée et The Insider
- Albert Finney a joué dans Erin Brockovich, seule contre tous, Traffic et Ocean's Twelve
- Julia Fox apparait dans No Sudden Move et Presence.
- Peter Gallagher a joué dans Sexe, Mensonges et Vidéo et À fleur de peau.
- Andy Garcia incarne Terry Benedict dans la trilogie Ocean's.
- Elliott Gould incarne Reuben Tishkoff dans les films Ocean's et est présent dans Contagion.
- Topher Grace a un rôle dans Traffic et fait des caméos dans son propre rôle dans Ocean's Eleven et Ocean's Twelve
- Luis Guzmán apparait dans Hors d'atteinte, L'Anglais et Traffic
- Salma Hayek est présente dans Traffic et Magic Mike : Dernière danse.
- Eddie Jemison apparait dans Schizopolis, Ocean's Eleven, Ocean's Twelve, Ocean's Thirteen, The Informant! et le téléfilm Ma vie avec Liberace.
- Nicky Katt est présent dans L'Anglais, Full Frontal et Ma vie avec Liberace.
- Riley Keough apparait dans Magic Mike et Logan Lucky.
- Bernie Mac tient le rôle de Frank Catton dans la trilogie Ocean's.
- Joe Manganiello incarne Big Dick Richie dans Magic Mike et ses suites.
- Brad Pitt incarne "Rusty" Ryan dans la trilogie Ocean's et fait une apparition non créditée dans Full Frontal.
- Shaobo Qin est Yen le magnifique dans Ocean's Eleven et ses suites.
- Carl Reiner tient le rôle de Saul Bloom dans la trilogie Ocean's.
- Julia Roberts tient le rôle-titre du film Erin Brockovich, seule contre tous et apparait également dans Ocean's Eleven et sa première suite, ainsi que dans Full Frontal.
- Meryl Streep a joué dans The Laundromat : L'Affaire des Panama Papers et La Grande Traversée.
- Channing Tatum est à l'affiche de Piégée, Magic Mike, Effets secondaires, Logan Lucky et Magic Mike : Dernière danse.
- Catherine Zeta-Jones apparait dans Traffic, Ocean's Twelve et Effets secondaires

### Équipe technique
- Cliff Martinez a travaillé sur la musique de nombreux films de Steven Soderbergh : Sexe, Mensonges et Vidéo, Kafka, King of the Hill, À fleur de peau, Schizopolis, Gray's Anatomy, L'Anglais, Traffic, Solaris, Contagion et KIMI.
- Le réalisateur a également collaboré avec David Holmes pour la musique : Hors d'atteinte, la trilogie Ocean's, Girlfriend Experience, Piégée, Logan Lucky, The Laundromat : L'Affaire des Panama Papers et No Sudden Move.
- Thomas Newman a composé la musique de Erin Brockovich, seule contre tous, The Good German, Effets secondaires et La Grande Traversée.
- Jeff Rona a travaillé sur la musique (comme compositeur de musiques additionnelles, programmeur et/ou orchestrateur) des films Kafka, Schizopolis et Traffic.
- Lem Dobbs a écrit les scénarios de Kafka, L'Anglais et Piégée.
- David Koepp a écrit les scénarios de KIMI, Presence et The Insider.
- Elliot Davis a officié comme directeur de la photographie sur King of the Hill, À fleur de peau, Gray's Anatomy et Hors d'atteinte.
- Sarah Flack a travaillé sur le montage de Schizopolis, L'Anglais et Full Frontal.
- Stephen Mirrione était monteur sur Traffic, Ocean's Eleven, Ocean's Twelve, Ocean's Thirteen, The Informant! et Contagion.
- Philip Messina est le chef décorateur/directeur artistique sur les films Hors d'atteinte, Erin Brockovich, seule contre tous, Traffic, Ocean's Eleven, Solaris, le film à sketeches Eros, Ocean's Twelve, The Good German, Ocean's Thirteen, Che, 2e partie : Guerilla et KIMI.
- Scott Z. Burns a rédigé les scenarii de The Informant!, Contagion, Effets secondaires et The Laundromat : L'Affaire des Panama Papers.
- Gregory Jacobs a produit les films Full Frontal, Solaris, Eros, Ocean's Twelve, Bubble, The Good German, Ocean's Thirteen, Che, Girlfriend Experience, The Informant!, Contagion, Piégée, Magic Mike, Effets secondaires, Logan Lucky, The Laundromat : L'Affaire des Panama Papers et La Grande Traversée, ainsi que la série télévisée The Knick. Ils ont par ailleurs coécrit le scénario du film Criminal.
- Ed Solomon a produit la série Full Circle et écrit le scénario de No Sudden Move.

## Filmographie
Sauf indication contraire, les informations mentionnées dans cette section peuvent être confirmées par la base de données cinématographiques IMDb,  présente dans la section « Liens externes ».

### Réalisateur

#### Longs métrages
- 1985 : Yes 90125 Live (documentaire)
- 1989 : Sexe, Mensonges et Vidéo (Sex, Lies, and Videotape)
- 1991 : Kafka
- 1993 : King of the Hill
- 1995 : À fleur de peau (Underneath)
- 1996 : Schizopolis
- 1996 : Gray's Anatomy (documentaire)
- 1998 : Hors d'atteinte (Out of Sight)
- 1999 : L'Anglais (The Limey)
- 2000 : Erin Brockovich, seule contre tous (Erin Brockovich)
- 2000 : Traffic
- 2001 : Ocean's Eleven
- 2002 : Full Frontal
- 2002 : Solaris
- 2004 : Eros - segment Équilibre
- 2004 : Ocean's Twelve
- 2005 : Bubble
- 2006 : The Good German
- 2007 : Ocean's Thirteen
- 2008 : Che, 1re partie : L'Argentin (Che: Part One)
- 2008 : Che, 2e partie : Guerilla (Che: Part Two)
- 2009 : Girlfriend Experience
- 2009 : The Informant!
- 2010 : And Everything Is Going Fine (documentaire)
- 2011 : Contagion
- 2012 : Piégée (Haywire)
- 2012 : Magic Mike
- 2013 : Effets secondaires (Side Effects)
- 2017 : Logan Lucky
- 2018 : Paranoïa (Unsane)
- 2019 : High Flying Bird
- 2019 : The Laundromat : L'Affaire des Panama Papers (The Laundromat)
- 2020 : La Grande Traversée (Let Them All Talk)
- 2021 : No Sudden Move
- 2022 : KIMI
- 2023 : Magic Mike : Dernière danse (Magic Mike's Last Dance)
- 2024 : Presence
- 2025 : The Insider (Black Bag)

Prochainement
- 2026 : The Christophers

#### Courts métrages
- 1985 : Access All Areas (documentaire)
- 1987 : Winston
- 2004 : segment Équilibre dans le film à sketches Eros
- 2006 : Building No. 7

#### Télévision
- 2012 : An Amazing Time: A Conversation About ‘End of the Road' (documentaire TV)
- 2013 : Ma vie avec Liberace (Behind the Candelabra) (téléfilm)
- 2014 : The Knick - saison 1 de 10 épisodes (également producteur)
- 2015 : The Knick - saison 2 de 10 épisodes (également producteur)
- 2018 : Mosaic (mini-série)
- 2023 : Full Circle (mini-série)
- 2023 : Command Z (mini-série) - 8 épisodes

### Réalisateur de seconde équipe
- 2012 : Hunger Games (The Hunger Games) de Gary Ross

### Scénariste
- 1989 : Sexe, Mensonges et Vidéo (Sex, Lies, and Videotape)
- 1993 : King of the Hill
- 1995 : À fleur de peau (Underneath)
- 1996 : Schizopolis
- 1998 : Le Veilleur de nuit d'Ole Bornedal
- 2002 : Solaris
- 2004 : Eros de Michelangelo Antonioni et Wong Kar-wai
- 2004 : Criminal de Gregory Jacobs (crédité comme Sam Lowry)

### Producteur
Cinéma
- 1994 : Suture de Scott McGehee et David Siegel
- 1997 : En route vers Manhattan de Greg Mottola
- 1999 : Pleasantville de Gary Ross
- 2002 : Bienvenue à Collinwood d'Anthony et Joe Russo
- 2002 : Naqoyqatsi de Godfrey Reggio (producteur délégué)
- 2002 : Insomnia de Christopher Nolan (producteur délégué)
- 2003 : Loin du paradis de Todd Haynes (producteur délégué)
- 2003 : Confessions d'un homme dangereux de George Clooney (producteur délégué)
- 2004 : Criminal de Gregory Jacobs
- 2005 : Keane de Lodge Kerrigan
- 2005 : The Jacket de John Maybury
- 2006 : Syriana de Stephen Gaghan (producteur délégué)
- 2006 : Good Night and Good Luck de George Clooney (producteur délégué)
- 2006 : La rumeur court… (Rumor Has It…) de Rob Reiner (producteur exécutif)
- 2006 : A Scanner Darkly de Richard Linklater (producteur délégué)
- 2006 : The Good German
- 2007 : Wind Chill de Gregory Jacobs (producteur délégué)
- 2007 : Michael Clayton de Tony Gilroy (producteur délégué)
- 2007 : I'm Not There de Todd Haynes (producteur délégué)
- 2008 : Roman Polanski: Wanted and Desired de Marina Zenovich (producteur délégué)
- 2009 : The Informant!
- 2015 : Magic Mike XXL de Gregory Jacobs (producteur délégué)
- 2018 : Ocean's 8 de Gary Ross
- 2019 : The Report de Scott Z. Burns
- 2020 : Bill et Ted sauvent l'univers (Bill and Ted Face the Music) de Dean Parisot (producteur délégué)
- 2025 : Love, Brooklyn de Rachael Abigail Holder (producteur exécutif)

Télévision
- 2003 : K Street (producteur exécutif)
- 2005 : Unscripted (producteur exécutif)
- 2014 : The Knick (également réalisateur)
- 2016 : The Girlfriend Experience
- 2017 : Godless (mini série TV de 7 épisodes)
- 2018 : Mosaic (mini série TV de 6 épisodes) (producteur exécutif et réalisateur)
- 2020 : Wireless (producteur exécutif)
- 2023 : Full Circle (mini-série)

### Directeur de la photographie
Souvent crédité avec le pseudonyme de Peter Andrews en hommage à son père
- 1996 : Schizopolis
- 2000 : Traffic
- 2001 : Ocean's Eleven
- 2002 : Full Frontal
- 2002 : Solaris
- 2004 : Ocean's Twelve
- 2004 : Eros - segment Équilibre
- 2006 : Bubble
- 2006 : The Good German
- 2007 : Ocean's Thirteen
- 2008 : Che, 1re partie : L'Argentin
- 2008 : Che, 2e partie : Guérilla
- 2009 : Girlfriend Experience
- 2009 : The Informant!
- 2012 : Piégée (Haywire)
- 2012 : Magic Mike
- 2013 : Ma vie avec Liberace (Behind the Candelabra) (téléfilm)
- 2014-2015 : The Knick (série télévisée) - 20 épisodes
- 2015 : Magic Mike XXL de Gregory Jacobs
- 2017 : Logan Lucky
- 2018 : Mosaic (mini-série de 6 épisode)
- 2018 : Paranoïa (Unsane)
- 2019 : High Flying Bird
- 2019 : The Laundromat : L'Affaire des Panama Papers (The Laundromat)
- 2020 : La Grande Traversée (Let Them All Talk)
- 2021 : No Sudden Move
- 2022 : KIMI
- 2024 : Presence
- 2025 : The Insider (Black Bag)

### Monteur
Souvent crédité avec le pseudonyme de Mary Ann Bernard en hommage à sa mère
- 1980 : Games People Play (série télévisée)
- 1985 : Yes 9012 Live (documentaire)
- 1989 : Sexe, Mensonges et Vidéo (Sex, Lies, and Videotape)
- 1991 : Kafka
- 1993 : King of the Hill
- 2002 : Solaris
- 2003 : K Street (série télévisée)
- 2004 : Eros - segment Équilibre
- 2006 : Bubble
- 2006 : The Good German
- 2009 : Girlfriend Experience
- 2012 : Piégée (Haywire)
- 2012 : Magic Mike
- 2013 : Ma vie avec Liberace (Behind the Candelabra) (téléfilm)
- 2014-2015 : The Knick (série télévisée) - 20 épisodes
- 2015 : Magic Mike XXL de Gregory Jacobs
- 2017 : Logan Lucky
- 2018 : Mosaic (mini-série de 6 épisode)
- 2018 : Paranoïa (Unsane)
- 2019 : High Flying Bird
- 2019 : The Laundromat : L'Affaire des Panama Papers (The Laundromat)
- 2020 : La Grande Traversée (Let Them All Talk)
- 2021 : No Sudden Move
- 2022 : KIMI
- 2024 : Presence
- 2025 : The Insider (Black Bag)

## Principales distinctions
Sexe, Mensonges et Vidéo
- Palme d'or au festival de Cannes 1989
- BAFTA du meilleur scénario
- Meilleur réalisateur (Indie Spirit Awards)
- Prix du Public à Sundance
- nomination César du meilleur film étranger
- nomination Oscar du meilleur scénario original
- nomination Golden Globes du meilleur scénario
- Meilleur réalisateur aux Indie Spirit Awards

Hors d'atteinte
- Meilleur réalisateur (National Society of Film Critics Awards)

Traffic
- Oscar du meilleur réalisateur
- nomination Oscar du meilleur film
- nomination Golden Globes du meilleur réalisateur
- nomination Golden Globes du meilleur film
- nomination BAFTA du meilleur réalisateur
- nomination César du meilleur film étranger

Erin Brockovich, seule contre tous
- Nomination Oscar du meilleur réalisateur
- Nominatin Oscar du meilleur film

Ocean's Eleven
- nomination César du meilleur film étranger

Bubble
- Nomination meilleur réalisateur (Independent Spirit Awards)

Ma vie avec Liberace
- Meilleure réalisation aux Primetime Emmy Awards
- Golden Globe de la meilleure mini-série ou du meilleur téléfilm (ainsi que meilleur acteur pour Michael Douglas)
- Meilleur montage d'une mini-série ou téléfilm aux American Cinema Editors Awards

## Anecdotes
- Il devient le deuxième plus jeune réalisateur, après Louis Malle, à avoir reçu la Palme d'or, à l'âge de 26 ans, avec son film Sexe, Mensonges et Vidéo.
- En 2000, deux de ses films, Erin Brockovich, seule contre tous et Traffic, furent en concurrence et nommés pour l'Oscar du meilleur réalisateur et l'Oscar du meilleur film. C'était la première fois que cela arrivait depuis Francis Ford Coppola en 1974 (pour The Godfather: Part 2 et The Conversation)
- En mars 2002, Soderbergh fut élu premier vice-président de la Directors Guild of America.
- Avec 130 mots, Soderbergh a fait le plus court discours aux Oscars de 2001[18].
- Il a écrit Criminal et Underneath sous le pseudonyme de Sam Lowry, le nom du personnage principal du film Brazil de Terry Gilliam.
- Il utilise souvent des pseudonymes pour les autres fonctions qu'il exerce sur ses films. Il s'appelle Peter Andrews (les prénoms de son père) lorsqu'il exerce la fonction de directeur de la photographie (Traffic, Ocean's Eleven, Full Frontal, Solaris, Eros, Ocean's Twelve, Bubble, The Good German, Ocean's Thirteen). Il s'appelle Mary Ann Bernard (le nom de jeune fille de sa mère) quand il est monteur (Solaris, Eros, Bubble, The Good German).
- Il lui est déjà arrivé cinq fois d'avoir deux films à l'affiche la même année.
- Son nom est cité dans un épisode des Simpson et de Dawson.